# Rafael Mora
Rafael Mora, född 4 juni 1952, är en friidrottare från Colombia. Han deltog vid olympiska sommarspelen 1976.